# 5006 Teller
5006 Teller è un asteroide della fascia principale. Scoperto nel 1989, presenta un'orbita caratterizzata da un semiasse maggiore pari a 3,1850484 UA e da un'eccentricità di 0,0724833, inclinata di 7,63549° rispetto all'eclittica.
Dal 18 febbraio al 16 maggio 1992, quando 5115 Frimout ricevette la denominazione ufficiale, è stato l'asteroide denominato con il più alto numero ordinale. Prima della sua denominazione, il primato era di 5001 EMP.
L'asteroide è dedicato al fisico ungherese naturalizzato statunitense Edward Teller.